# Governo in esilio della Polonia
Il governo della Repubblica Polacca in esilio fu il governo della Polonia dopo che la nazione venne occupata dalla Germania nazista e dall'Unione Sovietica nel 1939. Durante la seconda guerra mondiale, il governo in esilio polacco diresse le Forze armate polacche in Occidente e le forze partigiane polacche (l'Armia Krajowa) da Londra. Al termine del conflitto, non fu riconosciuto e rimase senza poteri effettivi, ma fu attivo fino alla fine della Repubblica Popolare di Polonia nel 1990, quando trasferì formalmente le responsabilità al nuovo governo.

## Storia

### Istituzione
Il 17 settembre 1939 il presidente della Repubblica polacca Ignacy Mościcki, che allora era presso la città di Kosów al confine polacco meridionale, firmò una legge nominando Władysław Raczkiewicz, presidente del Senato, come suo successore. Questo fu fatto in accordo con l'articolo 24 della Costituzione della Polonia, adottata nell'aprile 1935, che stabiliva che:
Tuttavia Mościcki rassegnò le dimissioni soltanto il 30 settembre. Raczkiewicz, che era già a Parigi, giurò subito sulla Costituzione all'ambasciata polacca e divenne presidente della Repubblica di Polonia. Nominò poi il generale Władysław Sikorski primo ministro e comandante in capo delle forze armate polacche.
Gran parte della marina polacca era fuggita in Gran Bretagna, come pure molti componenti dell'aviazione e decine di migliaia di soldati polacchi che erano scappati attraverso Ungheria e Romania o attraverso il Mar Baltico per continuare a combattere in Francia e nella Siria sotto mandato francese. Molti polacchi, di conseguenza, presero parte alle operazioni alleate in Norvegia (Narvik), Francia, nella Battaglia d'Inghilterra, nella Battaglia dell'Atlantico, in Nordafrica (principalmente Tobruch), Italia (nella Battaglia di Cassino, ad Ancona, nell'Appennino romagnolo e nell'avanzata verso Bologna), nella Battaglia di Arnhem, a Wilhelmshaven e ovunque combattessero gli Alleati. Anche dopo la caduta della Polonia e prima dell'ingresso dell'URSS in guerra, la Polonia rimase la terza nazione alleata più forte in guerra, dopo Francia e Regno Unito. Le unità militari polacche, formatesi nell'URSS dopo l'Invasione dell'Unione Sovietica da parte di Hitler nel giugno 1941, confluirono in gran parte nel II Corpo polacco e solo in minima parte combatterono insieme e sotto il comando dei sovietici.

### Periodo bellico
Il governo polacco in esilio, con sede prima a Parigi e poi a Londra, era riconosciuto da tutti i governi alleati. Politicamente era una coalizione formata da Partito Popolare Polacco, Partito Socialista Polacco e Partito Nazional-Democratico, anche se questi partiti mantennero solo un'esistenza formale durante l'esilio.
Quando la Germania attaccò l'Unione Sovietica nel 1941, il governo polacco in esilio stabilì relazioni diplomatiche con l'URSS, nonostante il ruolo di Stalin nello smembramento della Polonia. I sovietici accettarono di liberare circa trentamila soldati polacchi prigionieri in quanto "nemici dell'Unione Sovietica". Ma i prigionieri erano molti di più. Il gen. Władysław Anders, già detenuto alla Lubjanka, comandante del II Corpo Polacco, riuscì a raccogliere circa 50.000 soldati e altrettanti civili detenuti nei campi di lavoro. C'era molta diffidenza reciproca tra polacchi e sovietici ed i rifornimenti non erano sufficienti. Per questo si stabilì di evacuarli in Iran. Da qui si spostarono in Iraq a guardia dei pozzi petroliferi, poi in Siria ed in Palestina. Queste unità formarono la base per il II Corpo Polacco, condotto dal generale Anders, che combatté insieme agli Alleati.
Nell'aprile 1943 i tedeschi annunciarono la scoperta nella foresta di Katyn, presso Smolensk, in Russia, delle fosse comuni di 14.300 ufficiali polacchi che erano stati fatti prigionieri nel 1939, e assassinati poi dai sovietici. I tedeschi invitarono la Croce Rossa Internazionale a visitare il sito, e fu confermato che le fosse contenevano i cadaveri di ufficiali polacchi uccisi con armi sovietiche. Il governo sovietico sostenne invece che la scoperta era stata creata ad arte dai tedeschi. Gli altri governi alleati, per ragioni diplomatiche, accettarono formalmente questa spiegazione, mentre il governo polacco in esilio si rifiutò di accettarla.
Stalin, da allora, interruppe le relazioni con il governo polacco in esilio. Dato che era chiaro, dopo la Conferenza di Teheran, che sarebbe stata l'Unione Sovietica, e non gli Alleati occidentali, ad occupare la Polonia, questa rottura ebbe conseguenze sulla sorte della nazione. Sikorski, ritenuto da tutti il più capace dei leader polacchi, rimase ucciso in un incidente aereo a Gibilterra nel luglio 1943. A lui successe come capo del governo polacco in esilio Stanisław Mikołajczyk.
Nel 1943 e 1944 i capi alleati, e in particolare Winston Churchill, cercarono di riportare la normalità nelle relazioni tra Stalin e il governo polacco in esilio, ma questi sforzi furono senza successo, soprattutto dopo le rivelazioni sul massacro di Katyń. Un'altra materia di contrasto erano i confini polacchi post-bellici: Stalin insisteva sul fatto che i territori annessi dai sovietici nel 1939 erano a maggioranza ucraina e bielorussa, dimenticando la deportazione di 1,5 milioni di polacchi, e dovevano rimanere in mano sovietica, e che la Polonia doveva essere compensata con terre da togliere alla Germania. Mikołajczyk rifiutò il compromesso sulla questione della sovranità polacca sui suoi territori orientali pre-bellici. Una terza materia di scontro era l'insistenza di Mikołajczyk sul fatto che Stalin non instaurasse un governo comunista nella Polonia al termine della guerra.
Per rafforzare la sua posizione, Stalin promosse la creazione di un governo polacco filo-sovietico a Lublino, guidato da Edward Osóbka-Morawski ed alla guida dell'Armia Ludowa, formazione militare concorrente della più numerosa Armia Krajowa.

### Dopo la guerra
Mikołajczyk e i suoi colleghi del governo polacco in esilio insistettero nel difendere i confini polacchi prima della Seconda guerra mondiale (la Linea Curzon e la regione Kresy) come base per il futuro confine polacco-sovietico. Questa era comunque una posizione che non poteva essere difesa nella pratica, in quanto Stalin stava occupando il territorio in questione e inoltre Churchill e Roosevelt gli avevano già promesso quelle regioni nel 1943. Il rifiuto del governo in esilio di accettare il nuovo confine proposto fece infuriare gli alleati, in particolare Churchill, rendendoli meno inclini a osteggiare Stalin nelle materie per cui il governo polacco stava combattendo. Alla fine, gli esiliati persero su entrambi i lati: Stalin annesse all'URSS i territori orientali e guadagnò il controllo sul nuovo governo polacco. La Polonia riuscì comunque a preservare lo status di stato indipendente, nonostante le proposte di alcuni influenti comunisti, che avrebbero desiderato che la Polonia divenisse una delle repubbliche dell'Unione Sovietica.
Nel novembre 1944, nonostante il disaccordo con i russi, Mikołajczyk si dimise per tornare in Polonia e prese parte al nuovo governo, stabilito sotto gli auspici delle autorità sovietiche di occupazione. Molti esiliati polacchi si opposero a questa azione, credendo che questo fosse soltanto un governo di facciata, per la fondazione del dominio comunista in Polonia, un punto di vista che si rivelò poi corretto; dopo aver perso un'elezione, che si dimostrò poi essere fraudolenta, Mikołajczyk lasciò la Polonia di nuovo nel 1947; altri che come lui erano rientrati in Polonia sparirono o furono uccisi.
Nel frattempo il governo polacco in esilio aveva mantenuto la propria esistenza, ma gli Stati Uniti e il Regno Unito ritirarono il loro riconoscimento il 6 luglio 1945. Le forze armate polacche in esilio rimasero allo sbando nel 1945 e la maggioranza dei loro membri, impossibilitati a tornare nella Polonia comunista, rimasero in altre nazioni. Un'exclave polacca a Emsland, presso Haren (Ems) in Germania esistette fino al 1948. I polacchi di Londra dovettero cedere l'ambasciata polacca in Portland Place, e mantennero solo la residenza privata del presidente, al 43 di Eaton Place. Il governo in esilio iniziò la sua resistenza simbolica ma continua all'occupazione straniera della Polonia. La Repubblica d'Irlanda, la Spagna e la Città del Vaticano (fino al 1979) furono le ultime nazioni a riconoscere il governo in esilio.
Nel 1954 le differenze politiche portarono a una divisione della leadership del governo polacco in esilio. Un gruppo, sostenendo di rappresentare l'80% dei 500.000 polacchi anti-comunisti esiliati a partire dalla guerra, era contrario alla prosecuzione del mandato di August Zaleski come presidente, alla scadenza dei sette anni. Questo gruppo formò un Consiglio di Unità Nazionale il 31 luglio 1954 e instaurò un Consiglio dei Tre (Rada Trzech), per esercitare le funzioni del Capo di Stato: i tre membri erano Tomasz Arciszewski, il generale Władysław Anders, e Edward Raczyński. Solo dopo la morte di Zaleski nel 1972 le due fazioni si riunirono.
Alcuni sostenitori del governo in esilio tornarono infine in Polonia, come il primo ministro Hugon Hanke, nel 1955, e il suo predecessore Stanisław Mackiewicz nel 1956. Il governo di Varsavia sostenne apertamente il ritorno degli esiliati, promettendo un impiego e il perdono per le scelte del passato.
Nonostante queste vicende, il governo in esilio continuò la sua esistenza. Quando il dominio comunista giunse alla fine in Polonia nel 1989, esisteva ancora un presidente e un governo di otto persone che si riuniva ogni due settimane a Londra, dirigendo circa 150.000 veterani polacchi e i loro discendenti che vivevano nel Regno Unito e nel resto del mondo.
Nel dicembre 1990, quando Lech Wałęsa divenne il primo presidente post-comunista della Polonia, ricevette i simboli della Repubblica polacca (la bandiera presidenziale rossa, i sigilli presidenziali e statali e il testo originale della Costituzione del 1935) dall'ultimo presidente del governo in esilio, Ryszard Kaczorowski, ristabilendo in tal modo la continuità della Repubblica e riconoscendo retroattivamente la legittimità del governo in esilio. Nel 1992 le medaglie e le altre decorazioni assegnate dal governo in esilio furono ufficialmente riconosciute dallo Stato polacco.

## Governo e politica

### Presidenti
- Władysław Raczkiewicz: 30 settembre 1939 — 6 giugno 1947
- August Zaleski: 9 giugno 1947 — 21 luglio 1956
- Consiglio dei Tre: 21 luglio 1956 - 8 aprile 1972
- Stanisław Ostrowski: 9 aprile 1972 — 24 marzo 1979
- Edward Raczyński: 8 aprile 1979 — 8 aprile 1986
- Kazimierz Sabbat: 8 aprile 1986 — 19 luglio 1989
- Ryszard Kaczorowski: 19 luglio 1989 — 22 dicembre 1990

### Primi Ministri
- Władysław Sikorski: 30 settembre 1939 — 4 luglio 1943
- Stanisław Mikołajczyk: 5 luglio 1943 — 29 novembre 1944
- Tomasz Arciszewski: 29 novembre 1944 — 2 luglio 1947
- Tadeusz Komorowski: 2 luglio 1947 — 7 aprile 1949
- Tadeusz Tomaszewski: 7 aprile 1949 — 25 settembre 1950
- Roman Odzierzyński: 25 settembre 1950 — 18 gennaio 1954
- Jerzy Hryniewski: 18 gennaio 1954 — 8 giugno 1954
- Stanisław Mackiewicz: 8 giugno 1954 — 8 agosto 1955
- Hugon Hanke: 8 agosto 1955 — 11 settembre 1955
- Antoni Pająk: 11 settembre 1955 — 25 giugno 1965
- Aleksander Zawisza: 25 giugno 1965 — 16 luglio 1970
- Zygmunt Muchniewski: 16 luglio 1970 — agosto 1972
- Alfred Urbański: agosto 1972 — 1976
- Kazimierz Sabbat: 1976 — 7 aprile 1986
- Edward Szczepanik: 7 aprile 1986 — 22 dicembre 1990